# Cartrivision

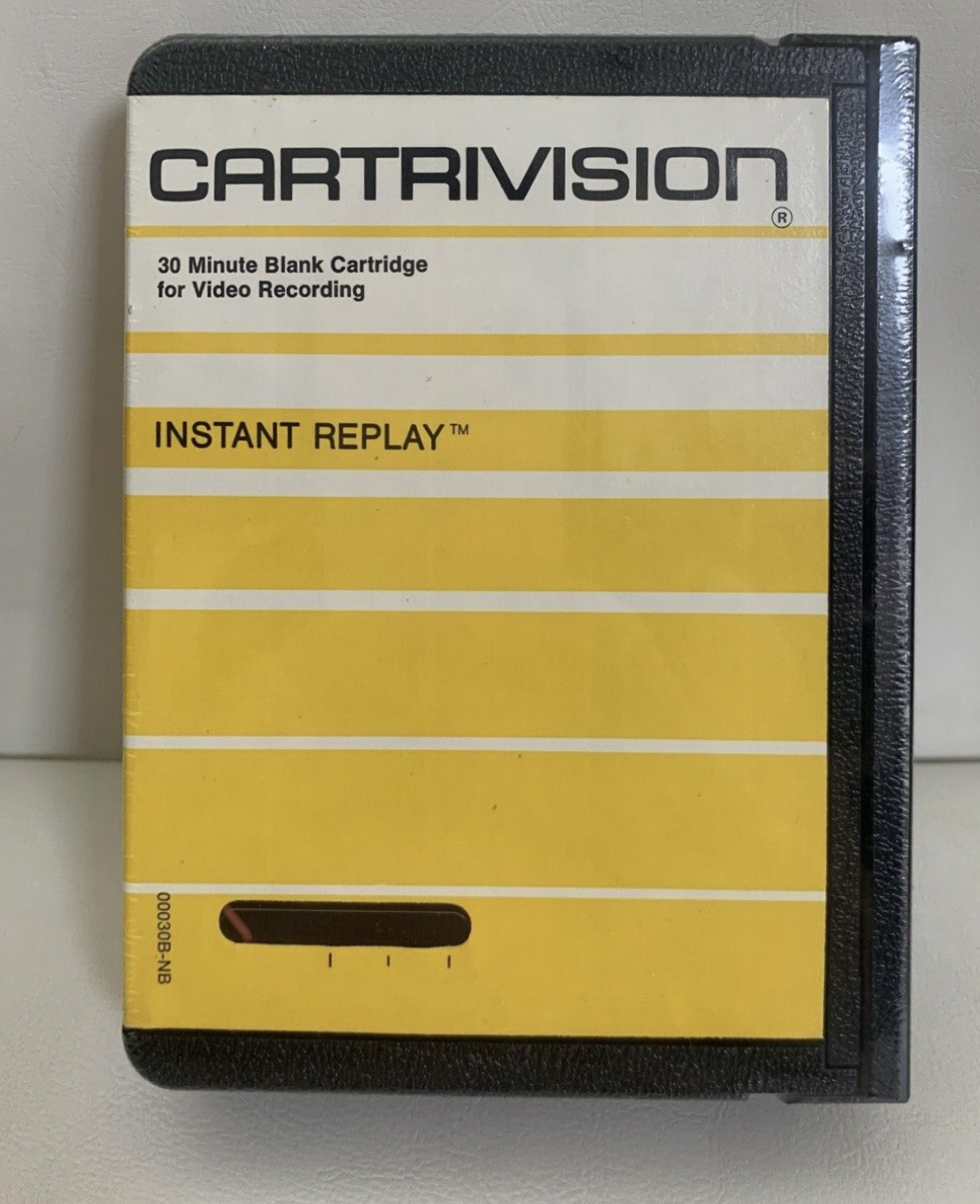
Cassette Cartrivision

La Cartrivision était un format d'enregistrement vidéo analogique sur cassette introduit en 1972, et le premier format à proposer des longs métrages à la location grand public. Produite par la société Cartridge Television, Inc. de Frank Stanton. (CTI), une filiale d'Avco qui possédait également Embassy Pictures à l'époque, la Cartrivision se présentait sous la forme d'un téléviseur avec un enregistreur intégré. Les enregistreurs et ensembles Cartrivision étaient fabriqués par Avco, une société avec laquelle CTI s'est associé pour fabriquer et développer le format, ainsi que Admiral, Packard Bell, Emerson, Montgomery Ward et Sears, ces deux derniers commercialisant des ensembles Cartrivision sous leur propre marque dans leurs magasins.
Le premier modèle de téléviseur équipé de Cartrivision était vendu 1 350 dollars (soit 7 870 dollars de 2020), et était le premier magnétoscope à proposer des films à la location.